# Anastasia Taylor-Lind
Anastasia Taylor-Lind, née le 8 mai 1981 à Swindonn est une photojournaliste britannico-suédoise.
Elle est connue pour son travail en zones de conflit, notamment au Kurdistan irakien et en Ukraine, où elle a documenté les révoltes, la guerre et l'impact sur les civiles. Son œuvre, exposée à l’international, mêle photographie, poésie et témoignage.

## Biographie

### Jeunesse et études
Anastasia Taylor-Lind naît le 8 mai 1981 à Swindon, dans le Wiltshire, entre Londres et Bristol au Royaume-Uni,. Elle est diplômée d'une licence en photographie documentaire de l'Université du pays de Galles à Newport et d'un Master du London College of Communication, l'un des six collèges constituant l'Université des arts de Londres. En 2003, alors qu'elle prépare son diplôme, elle passe un mois au Kurdistan irakien pour photographier des combattantes peshmergas.

### Carrière professionnelle
En 2014, elle se rend à Kiev en Ukraine pour documenter les manifestations proeuropéennes d'Euromaïdan. Face au nombre de journalistes déjà présents, elle décide de photographier les manifestants dans un studio qu'elle improvise sur place. Prises sur fond noir, les photos dégagent un calme qui contraste avec l'atmosphère dans laquelle ils ont été réalisés. Elle publie à son retour Maidan: Portraits from the Black Square, chez GOST Books.
Anastasia Taylor-Lind s'intéresse ensuite à The Devil's Horsemen, qui dresse des chevaux pour l'industrie cinématographique. Elle photographie leur travail, les animaux et les trésors de leurs collections. L'entreprise publie en septembre 2018 The Devil's Horsemen,.
En 2019, elle documente la crise de la garde d'enfants à New York pour le magazine Time et Fotografiska New York.
Anastasia Taylor-Lind documente la guerre dans l'est de l'Ukraine depuis son début. Ses photos sont publiées dans le New York Times, le Time, le BBC World Service ou encore par l'Associated Press,,,. En 2020, elle publie une série d'albums photo intitulée À 5 km du front , qui met en lumière la réalité du quotidien des Ukrainiens vivant près de la ligne de front au Donbass. Elle est lauréate en 2023 de la Bourse Canon de la femme photojournaliste pour ce travail. Ses photos sont présentées au Imperial War Museum, au Mémorial de Verdun et à Visa pour l'image à Perpignan. Elle est blessée en juin 2023 lors d'une attaque de missile à Kramatorsk, dans l'oblast de Donetsk.
En 2022, Anastasia Taylor-Lind, publie One Language, un premier recueil de poèmes accompagnés de courts textes en prose et de photographies. Elle est lauréate du concours Poetry Business International Book and Pamphlet en 2021,.

## Publications
- (en) Maidan: Portraits from the Black Square, Londres, GOST, 2014, 160 pages, Tirage à 750 exemplaires (ISBN 978-0-9574272-8-0).
- (en) The Devil's Horsemen, Londres, 2018, 368 p., Tirage de 3000 exemplaires (ISBN 978-1-9164150-03).
- (en) One Language, Sheffield, The Poetry Business, 2022, 60 p. (ISBN 978-1-914914-10-2).

## Distinctions reçues
- 2006 : Premier prix et lauréat de la catégorie Portrait, Guardian Weekend Photography Prize, The Guardian[17],[18],[19]
- 2009 : Lauréat des Deutsche Bank Awards en photographie[20]
- 2014 : Lauréate du prix Ted Fellow, TED[21]
- 2016 : Lauréate de la bourse Nieman, Université Harvard[22]